# Xanthia decolor
Xanthia decolor là một loài bướm đêm trong họ Noctuidae.